# Caeleb Dressel
Caeleb Remel Dressel (ur. 16 sierpnia 1996 w Green Cove Springs) – amerykański pływak specjalizujący się w stylu dowolnym i motylkowym, dziewięciokrotny mistrz olimpijski, piętnastokrotny mistrz świata na basenie 50-metrowym i sześciokrotny mistrz globu na krótkim basenie, rekordzista świata.
Magazyn Swimming World przyznał mu w latach 2017 i 2019 tytuł najlepszego pływaka na świecie.

## Kariera pływacka
W 2013 roku podczas mistrzostw świata juniorów zdobył sześć medali, w tym złoto na dystansie 100 m stylem dowolnym, gdzie z czasem 48,97 ustanowił nowy rekord mistrzostw.

### 2016
Na igrzyskach olimpijskich w Rio de Janeiro wywalczył dwa złote medale. Pierwszy zdobył płynąc w sztafecie 4 × 100 m stylem dowolnym. Dressel płynął także w eliminacjach konkurencji sztafet 4 × 100 m stylem zmiennym. Otrzymał swoje drugie złoto po tym jak reprezentacja Stanów Zjednoczonych w finale uplasowała się na pierwszym miejscu, ustanawiając jednocześnie nowy rekord olimpijski. Indywidualnie startował na dystansie 100 m stylem dowolnym, gdzie z czasem 48,02 s zajął szóste miejsce.

### 2017
Podczas mistrzostw świata w Budapeszcie zdobył siedem złotych medali, czym wyrównał osiągnięcie Michaela Phelpsa sprzed dziesięciu lat. Pierwszego dnia mistrzostw Dressel płynął w zwycięskiej sztafecie męskiej 4 × 100 m stylem dowolnym i na jej pierwszej zmianie z czasem 47,26 ustanowił nowy rekord swojego kraju na dystansie 100 m kraulem. Kilkadziesiąt minut wcześniej, w półfinale 50 m stylem motylkowym uzyskał wynik 22,76 i pobił rekord Stanów Zjednoczonych. W finale tej konkurencji zajął czwarte miejsce (22,89). Następne złoto wywalczył w sztafecie mieszanej 4 × 100 m stylem zmiennym, która ustanowiła nowy rekord świata. Swój trzeci medal zdobył na dystansie 100 m stylem dowolnym, poprawiając własny rekord Stanów Zjednoczonych czasem 47,17. 29 lipca jako pierwszy pływak w historii mistrzostw zwyciężył jednego dnia w trzech konkurencjach. Dressel okazał się najlepszy na 50 m kraulem, 100 m stylem motylkowym i w sztafecie mieszanej 4 × 100 m stylem dowolnym. Na 50 m kraulem poprawił rekord swojego kraju, uzyskawszy czas 21,15, podczas gdy w konkurencji 100 m stylem motylkowym osiągnął drugi wynik w historii (49,86), słabszy od rekordu globu o zaledwie 0,04 s. W sztafecie mieszanej 4 × 100 m stylem dowolnym wraz z Nathanem Adrianem, Mallory Comerford i Simone Manuel pobił rekord świata. Swój ostatni złoty medal na tych mistrzostwach Dressel zdobył w sztafecie 4 × 100 m stylem zmiennym mężczyzn, a na swojej zmianie, w stylu motylkowym, uzyskał międzyczas 49,76.

### 2018
W sierpniu podczas mistrzostw Pacyfiku w Tokio zdobył pięć medali. Indywidualnie zwyciężył na dystansie 100 m stylem motylkowym, czasem 50,75 s poprawiając rekord zawodów. W konkurencji 50 m stylem dowolnym był drugi z czasem 21,93. Na dystansie dwukrotnie dłuższym zajął drugie miejsce ex aequo z Australijczykiem Jackiem Cartwrightem (48,22). Dressel zdobył również złoto w męskiej sztafecie 4 × 100 m stylem zmiennym oraz brąz w sztafecie mieszanej 4 × 100 m stylem zmiennym.
Cztery miesiące później na mistrzostwach świata na krótkim basenie w Hangzhou wywalczył dziewięć medali. Pierwszego dnia zawodów wraz z Blakiem Pieronim, Michaelem Chadwickiem i Ryanem Heldem zwyciężył w sztafecie 4 × 100 m stylem dowolnym. Amerykanie czasem 3:03,03 pobili także rekord świata, a Dressel na pierwszej zmianie sztafety ustanowił nowy rekord Stanów Zjednoczonych (45,66). Następnego dnia zdobył złoty medal w sztafecie mieszanej 4 × 50 m stylem dowolnym, w której Amerykanie poprawili rekord globu. Kolejnego dnia mistrzostw wywalczył srebro na dystansie 100 m stylem motylkowym, uzyskawszy czas 48,71. Wraz z Olivią Smoligą, Michaelem Andrew i Kelsi Dahlią zwyciężył także w sztafecie 4 × 50 m stylem zmiennym. Sztafeta amerykańska ustanowiła również nowy rekord świata. Czwartego dnia zawodów Dressel z czasem 20,54 zdobył srebrny medal w konkurencji 50 m stylem dowolnym. Wywalczył także złoto w męskiej sztafecie 4 × 50 m stylem dowolnym, a na jej pierwszej zmianie z czasem 20,43 pobił rekord Stanów Zjednoczonych na dystansie 50 m stylem dowolnym. Dzień później płynął w sztafecie 4 × 50 m stylem zmiennym, która w finale zajęła drugie miejsce. Ostatniego dnia mistrzostw zdobył swoje pierwsze indywidualne złoto w konkurencji 100 m stylem dowolnym, z czasem 45,62 poprawiając jednocześnie własny rekord kraju, który ustanowił kilka dni wcześniej. Zwyciężył także w sztafecie 4 × 100 m stylem zmiennym, w której Amerykanie pobili rekord zawodów.

### 2019
W lipcu podczas mistrzostw świata w Gwangju zdobył osiem medali, w tym sześć złotych. Pierwszego dnia mistrzostw zwyciężył w sztafecie 4 × 100 m stylem dowolnym, w której Amerykanie pobili rekord zawodów. Następnego dnia zdobył złoty medal w konkurencji 50 m stylem motylkowym i ustanowił jednocześnie nowy rekord obu Ameryk (22,35). Czwartego dnia zawodów wywalczył srebro w sztafecie mieszanej 4 × 100 m stylem zmiennym. Następnego dnia obronił tytuł mistrza świata na dystansie 100 m stylem dowolnym, uzyskawszy czas 46,96. Dressel poprawił tym samym rekord swojego kraju. Był to jednocześnie trzeci wynik w historii oraz najlepszy rezultat uzyskany w stroju tekstylnym. Szóstego dnia mistrzostw w półfinale 100 m stylem motylkowym czasem 49,50 pobił rekord świata, a dzień później zwyciężył w tej konkurencji z czasem 49,66. Tego samego dnia zdobył także złote medale na dystansie 50 m stylem dowolnym, gdzie z czasem 21,04 ustanowił nowe rekordy mistrzostw i swojego kraju, oraz w sztafecie mieszanej 4 × 100 m stylem dowolnym, w której wraz z Zachiem Apple, Mallory Comerford i Simone Manuel ustanowił nowy rekord świata. Ostatniego dnia zawodów wywalczył srebro w sztafecie 4 × 100 m stylem zmiennym. Dressel stał się tym samym pierwszym zawodnikiem w historii, który na mistrzostwach świata na długim basenie zdobył osiem medali.
20 grudnia podczas zawodów Międzynarodowej Ligi Pływackiej w Las Vegas z czasem 20,24 pobił rekord świata na dystansie 50 m stylem dowolnym na basenie 25-metrowym. 

## Rekordy świata
| Konkurencja             | Basen      | Rezultat | Data              | Miejsce   | Status           |
| ----------------------- | ---------- | -------- | ----------------- | --------- | ---------------- |
| 100 m stylem motylkowym | 50-metrowy | 49,50 s  | 26 lipca 2019     | Gwangju   | do 31 lipca 2021 |
| 100 m stylem motylkowym | 25-metrowy | 47,78 s  | 21 listopada 2020 | Budapeszt | aktualny         |
| 50 m stylem dowolnym    | 25-metrowy | 20,16 s  | 21 listopada 2020 | Budapeszt | aktualny         |
| 100 m stylem zmiennym   | 25-metrowy | 49,28 s  | 22 listopada 2020 | Budapeszt | aktualny         |
| 100 m stylem motylkowym | 50-metrowy | 49,45 s  | 31 lipca 2021     | Tokio     | aktualny         |

## Rekordy życiowe
Stan na 31 lipca 2021
| Basen 50 m              | Basen 50 m | Basen 50 m    | Basen 50 m |
| Konkurencja             | Czas       | Data          | Miejsce    |
| ----------------------- | ---------- | ------------- | ---------- |
| 50 m stylem dowolnym    | 21,04      | 27 lipca 2019 | Gwangju    |
| 100 m stylem dowolnym   | 46,96      | 25 lipca 2019 | Gwangju    |
| 50 m stylem motylkowym  | 22,35      | 22 lipca 2019 | Gwangju    |
| 100 m stylem motylkowym | 49,45      | 31 lipca 2021 | Tokio      |